# 김용세
김용세(金鏞世, 1960년 4월 21일 ~ )은 대한민국의 전 축구 선수 및 지도자이다. 현역 시절 포지션은 공격수, 수비수였다.

## 선수 경력
1983년, 유공 코끼리에서 프로 선수 경력을 시작하였으며 국가대표팀으로는 1986년 멕시코 월드컵에 출전하였다. 전형적인 스트라이커로 활동하였지만 1986년 멕시코 월드컵에서 장신 공격수를 견제하기 위해 변칙적으로 수비수로 기용되어 활약하였다.
1989시즌을 앞두고 신생팀인 일화 천마에 입단했다. 일화의 첫 경기인 1989시즌 개막전 럭키금성 황소와의 경기에서 두 골을 넣으며 2-2 무승부에 일조했으나 스파르타식 조련을 선호하는 박종환 감독과의 불화 탓인지 1991년 시즌 후 은퇴했고 뒷날 박종환 감독과 만나  서로 쌓였던 것들을 모두 털어냈다.

## 수상

### 선수
- K리그 준우승 1회 : 1984
- 아시안 게임 금메달: 1986

### 개인
- K리그 베스트 11 (3회) : 1983, 1985, 1986